# Sicarius rugosus
Sicarius rugosus là một loài nhện trong họ Sicariidae. S. rugosus được miêu tả năm 1899 bởi F. Octavius Pickard-Cambridge.